# Odinist - The Destruction of Reason by Illumination
Odinist - The Destruction of Reason by Illumination è il sesto album in studio del gruppo musicale Blut Aus Nord, pubblicato il 2007 dalla Candlelight Records. 

## Tracce
1. Intro - 1:30
2. An Element of Flesh - 5:31
3. The Sounds of the Universe - 5:27
4. Odinist - 5:02
5. A Few Shreds of Thoughts - 4:52
6. Ellipsis - 3:07
7. Mystic Absolu - 4:31
8. The Cycle of the Cycles - 5:19
9. Outro - 1:39

## Formazione
- Vindsval - voce, chitarra
- W.D. Feld - batteria, tastiera
- GhÖst - basso